# Damascus and the Ruins of Baalbek
Damascus and the Ruins of Baalbek è un cortometraggio muto del 1913. Non si conosce il nome del regista del film, un documentario prodotto dalla Edison che venne girato a Damasco e alle rovine di Baalbek, in Libano.

## Produzione
Il film fu prodotto dalla Edison Company.

## Distribuzione
Distribuito dalla General Film Company, il film - un documentario di 100 metri - uscì nelle sale cinematografiche degli Stati Uniti il 1º ottobre 1913. Nelle proiezioni, veniva programmato con il sistema dello split reel, accorpato in un'unica bobina con un altro cortometraggio prodotto dalla Edison, la commedia Mr. Toots' Tooth.